# يوسف أمين (لاعب كرة قدم)
يوسف أمين (21 أغسطس 2003) هو لاعب كرة قدم عراقي محترف، يلعب كجناح لنادي أيك لارنكا القبرصي. وهو يمثل منتخب العراق على المستوى الدولي.

## مسيرة كلاعب
ولد في ألمانيا لأبوين عراقيين من السليمانية. تخرج أمين من أكاديمية الشباب من فيكتوريا كولن، وظهر لأول مرة كمحترف في 13 مارس 2021 في فوز 3-1 بالدوري ضد دويسبورغ، وهذا جعله أصغر لاعب يظهر في مباراة احترافية للنادي في تاريخه. وفي 1 سبتمبر 2022، انضم إلى فريق تحت 21 عامًا لنادي فاينورد.

## مسيرة في المنتخبات
مثل يوسف منتخب ألمانيا على مستوى الشباب، وفي عام 2020، تلقى دعوة لتمثيل المنتخب العراقي للشباب، وفي عام 2021، تلقى دعوة ثانية لكنه فضل البقاء مع منتخب ألمانيا على مستوى الشباب.
وفي 31 آذار/مارس 2023، أعلن يوسف عن رغبته في تمثيل المنتخب العراقي للشباب أثناء مشاركتهم في كأس العالم للشباب تحت 20 سنة 2023،أستدعي إلى معسكر التدريب التحضيري في قادس، حيث لعب أول مباراة له في ودية ضد جمهورية الدومينيكان، كما لعب ضد البرازيل، وخلال الفترة التي قضاها في المعسكر، أُعلن عن موافقة الفيفا على نقل ملفه الدولي رسميًا، مما يجعله مؤهلاً لتمثيل العراق دوليًا.
تم استدعاؤه إلى التشكيلة النهائية لكأس العالم تحت 20 سنة 2023، حيث لعب جميع المباريات الثلاث وجذب الأنظار بأدائه الجيد على الرغم من خروج فريقه من دور المجموعات دون تسجيل هدف واحد.
وفي يوم 16 تشرين الثاني 2023 لعب أول مبارة دولية رسمية له بقميص منتخب العراق في ملعب جذع النخلة ضد إندونيسيا وسجل أول هدف دولي له في المباراة التي انتهت بفوز العراق بخماسية.

## إحصائيات

### النادي
آخر تحديث 19 تشرين الثاني 2024.
| النادي              | موسم            | الدوري          | الدوري | الدوري  | الكأس الوطني | الكأس الوطني | إقليمي | إقليمي  | المجموع | المجموع |
| النادي              | موسم            | قسم             | الظهور | الأهداف | الظهور       | الأهداف      | الظهور | الأهداف | الظهور  | الأهداف |
| ------------------- | --------------- | --------------- | ------ | ------- | ------------ | ------------ | ------ | ------- | ------- | ------- |
| فيكتوريا كولن       | 2020–21 ‏        | الدرجة الثالثة  | 3      | 0       | —            | —            | —      | —       | 3       | 0       |
| فيكتوريا كولن       | 2021–22 ‏        | الدرجة الثالثة  | 31     | 4       | 1            | 0            | —      | —       | 32      | 4       |
| فيكتوريا كولن       | 2022–23         | الدرجة الثالثة  | 1      | 1       | 0            | 0            | —      | —       | 1       | 1       |
| فيكتوريا كولن       | المجموع         | المجموع         | 35     | 5       | 1            | 0            | —      | —       | 36      | 5       |
| آينتراخت براونشفايغ | 2023–24         | الدرجة الثامنية | 6      | 0       | 0            | 0            | —      | —       | 6       | 0       |
| المجموع الوظيفي     | المجموع الوظيفي | المجموع الوظيفي | 41     | 5       | 1            | 0            | 0      | 0       | 42      | 5       |

### المنتخب
آخر تحديث 19 تشرين الثاني 2024.
| منتخب العراق | منتخب العراق | منتخب العراق | منتخب العراق |
| العام        | المباريات    | الأهداف      |              |
| ------------ | ------------ | ------------ | ------------ |
| 2023         | 2            | 1            |              |
| 2024         | 13           | 1            |              |
| المجموع      | 15           | 2            |              |

### الاهداف الدولية مع المنتخب
نتيجة العراق مدرجة أولًا. يشير عمود الهدف إلى النتيجة بعد كل هدف سجله يوسف.
|  | يشير إلى فوز العراق بالمباراة     |
|  | يشير إلى انتهاء المباراة بالتَّعادل |
|  | يشير إلى خسارة العراق في المباراة |

| #  | التاريخ              | المكان                  | الخصم     | الهدف | النتيجة | المسابقة               |
| -- | -------------------- | ----------------------- | --------- | ----- | ------- | ---------------------- |
| 1. | 16 تشرين الثاني 2023 | ملعب جذع النخلة، العراق | إندونيسيا | 4–1   | 5–1     | تصفيات كاس العالم 2026 |
| 2. | 19 تشرين الثاني 2024 | مسقط، عمان              | عمان      | 1–0   | 1–0     | تصفيات كاس العالم 2026 |